# Prime Box Brazil
Prime Box Brazil é um canal de televisão por assinatura brasileiro fundado em 2012 e pertencente à programadora Box Brazil. O canal tornou-se conhecido pelo público após a regulamentação da Agência Nacional do Cinema (Ancine) que concedeu a alguns canais o título de canais brasileiros de espaço qualificado programado por programadora brasileira independente, dentre os quais se destacam os canais irmãos Travel Box Brazil, Music Box Brazil e Fashion TV.
O canal apresenta programação voltada a conteúdos de ficção, documentários e animações. como: séries, longas e curtas-metragens, assinados por novos e consagrados diretores, contemplando o que há de melhor na produção audiovisual independente. 
As principais faixas do canal são:
- Sessão Prime Box, que exibe filmes de ficção nacional.
- Prime.doc, que exibe documentários.
- Curta in Box, que apresenta curtas-metragens de ficção e documentais.
Entre os destaques da programação estão as séries policiais Força de Elite e Caixa Preta, além da série documental Cineastas, produzida exclusivamente para o canal.

O canal atinge mais de 18 milhões de assinantes. Homens e mulheres de +18 anos, das classes A, B e C são o público-alvo.